# 乐群楼 (福州)
乐群楼（英語：Foochow Club），也称作弹子房、万国俱乐部，是位于福州市仓山区仓前山乐群路8号的一座二层砖房的西式老建筑。乐群楼始建于1854年，1859年建成，是福州最早的洋人俱乐部，由位于仓前山的各国领事馆集资兴建而成（主要是英国），为各国领事及商人聚会娱乐的场所。 二战福州沦陷期间，乐群楼曾被日军占用作慰安所。1950年代洋人被驱逐出境后，乐群楼被改建作民宅，外观受到严重破损，直至今日。2009年6月，乐群楼被福州市规划部门列为一级优秀近现代建筑。2023年设为公益性的大观美术馆，自5月18日起对外开放。

## 照片廊

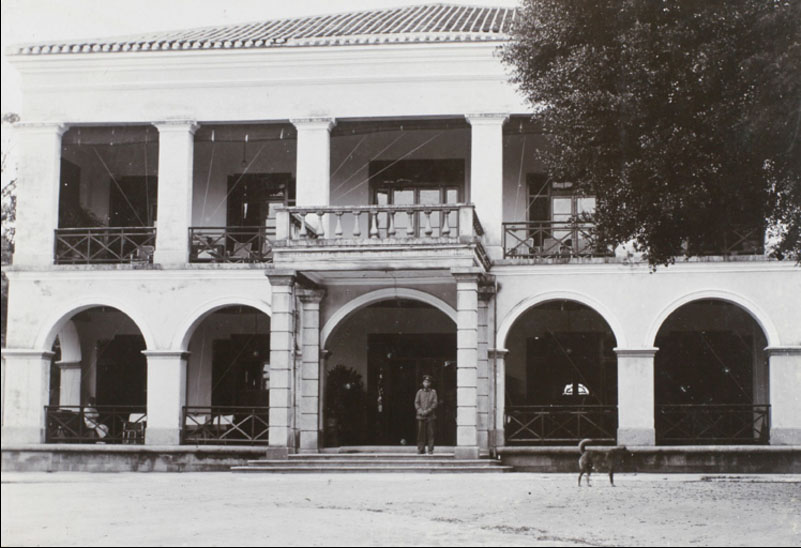
清末的樂群樓
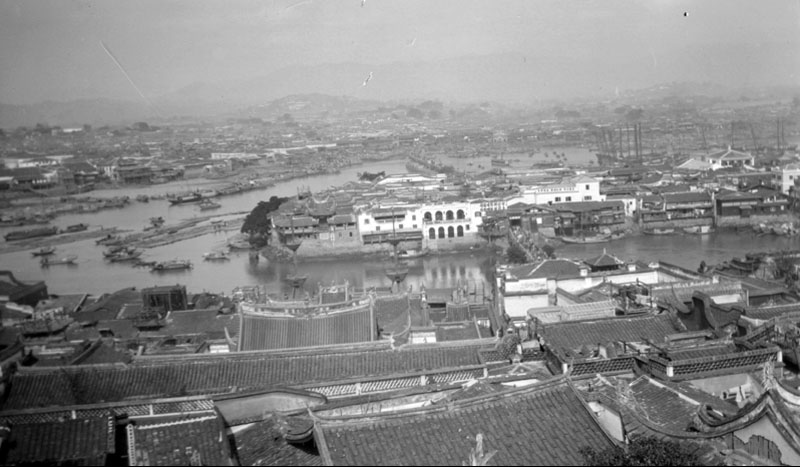
从乐群楼鸟瞰福州城，1907年
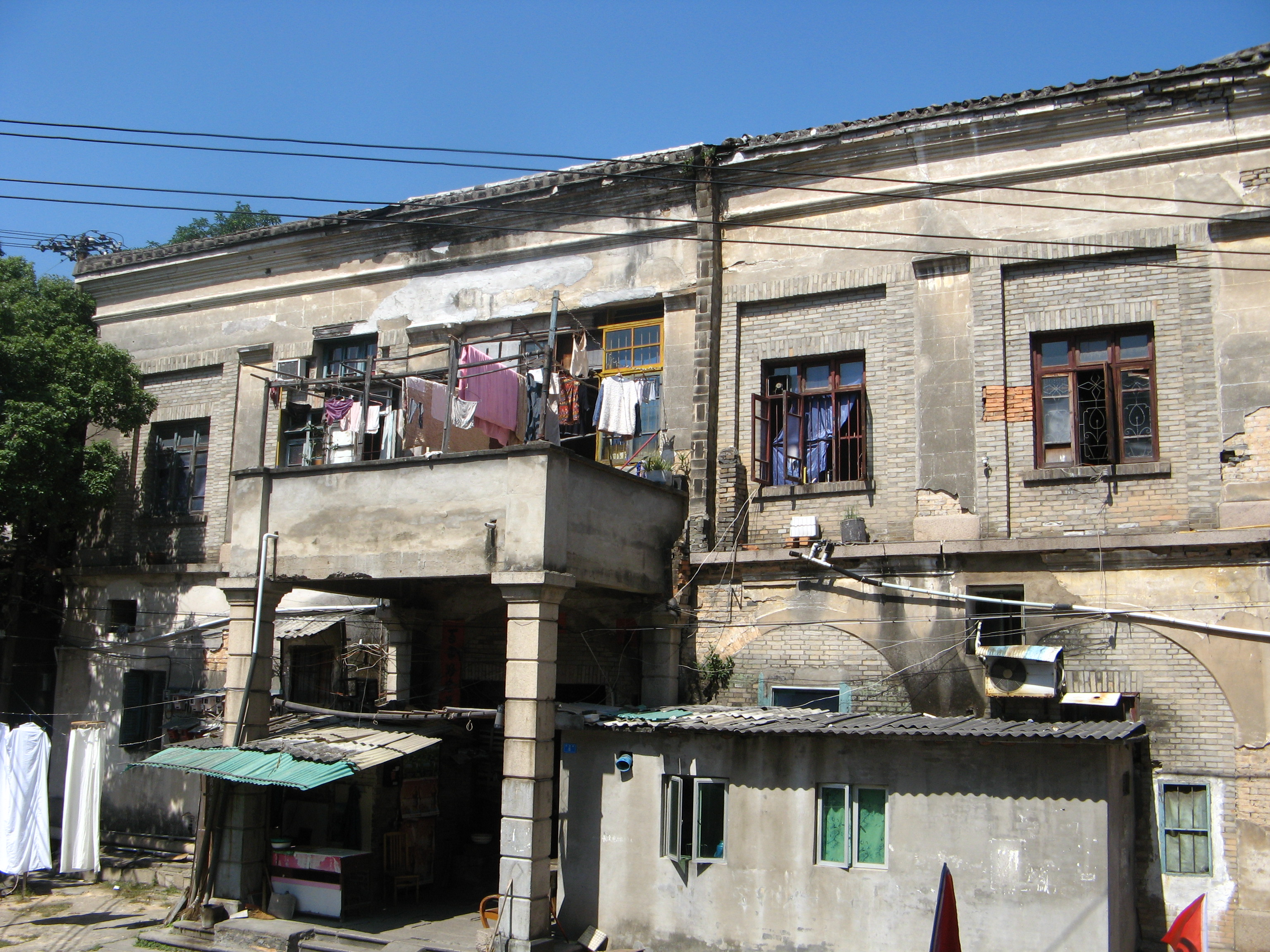
乐群楼，2009年
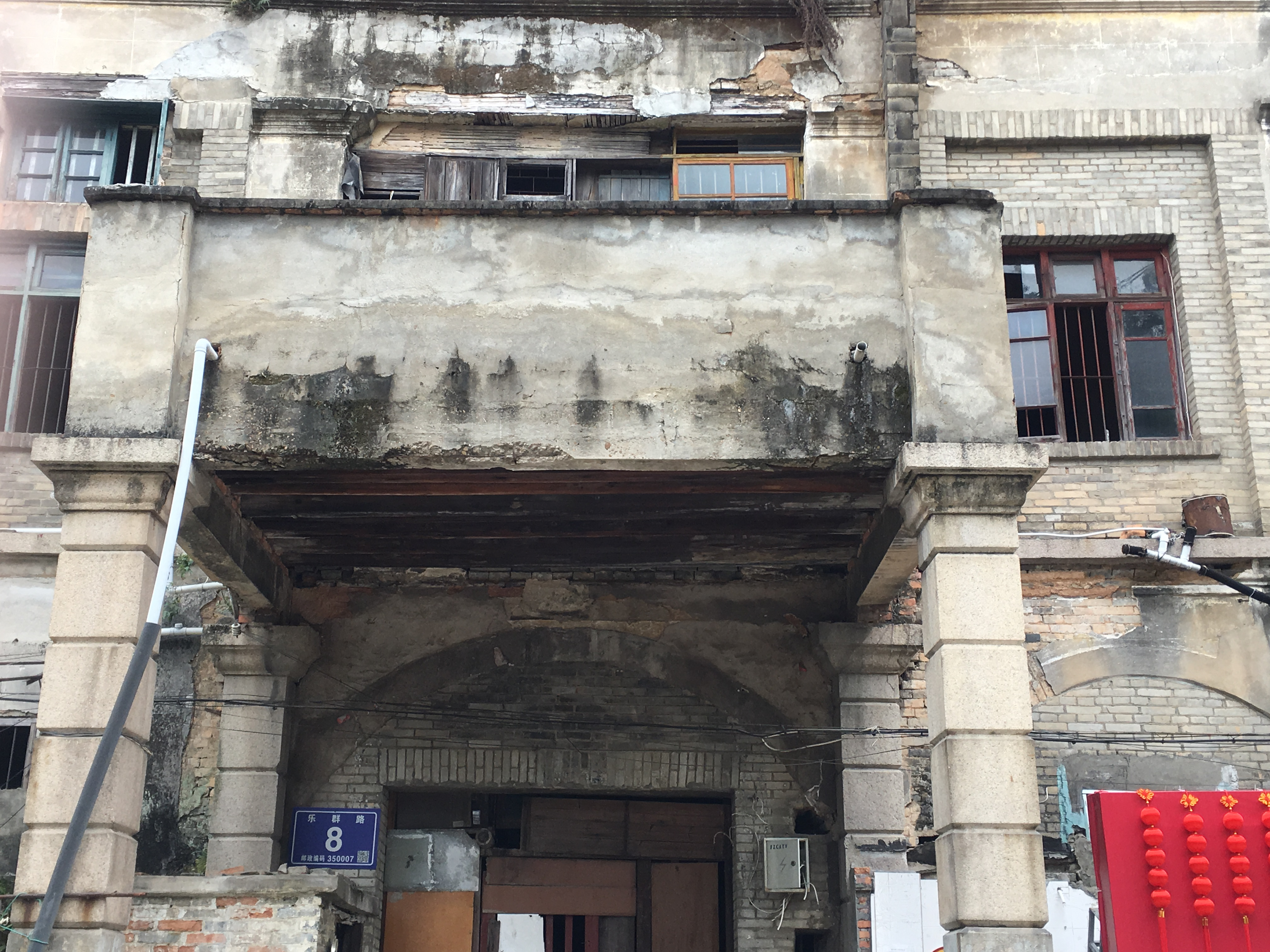
乐群楼，2019年